# 생방송 진주는 지금
생방송 진주는 지금은 KBS진주 1라디오에서 방송됐던 시사 프로그램이다. 2021년 1월 29일 자로 16년만에 폐지되었다.

## 진행
- 하승주